# Trevor Jackson

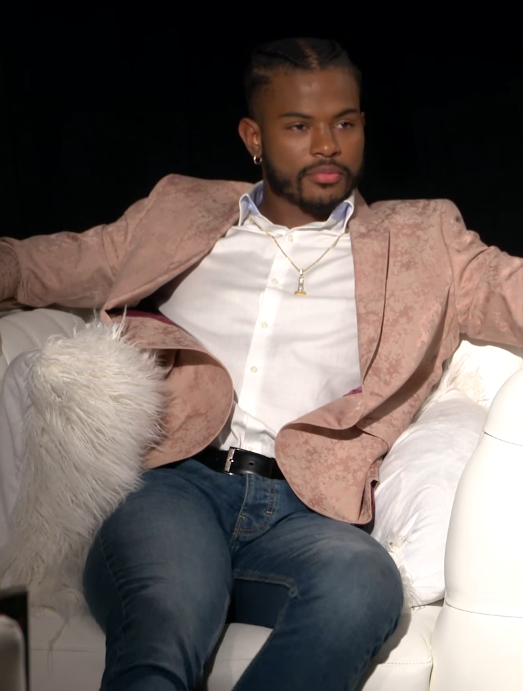
Trevor Jackson (2018)

Trevor Jackson (* 30. August 1996 in Indianapolis, Indiana) ist ein US-amerikanischer Schauspieler, Sänger und Tänzer. Er wurde bekannt durch seine Rollen des Kevin Blake in Eureka – Die geheime Stadt, des Kris McDuffy in Let It Shine – Zeig, was Du kannst! und des Aaron Jackson in Grown-ish.

## Leben
Jackson wurde 1996 in Indianapolis, Indiana geboren und ist dort aufgewachsen. Im Alter von drei Jahren war ihm klar, dass er Entertainer werden will.
Er beherrscht die Tänze Hip-Hop und Pop bis hin zu Swing und Ballett. Außerdem spielt er Schlagzeug und Gitarre sowie Basketball und Skateboard. Zurzeit lernt er die brasilianische Kampfkunst Capoeira.
Derzeit wohnt Jackson in Burbank, Kalifornien.

## Karriere
Er nahm 2006 bei der Castingshow Showtime at the Apollo teil und bekam dadurch eine Rolle in dem Broadway-Musical Der König der Löwen als junger Simba. Diese Rolle spielte er bis 2008. 2010 war er im Film Albert! Or, My Life in the Ocean zu sehen und hatte ein Gastauftritt als Leon in Cold Case – Kein Opfer ist je vergessen.
Am ehesten ist er für die Nebenrolle des Kevin Blake in der Syfy-Fernsehserie Eureka – Die geheime Stadt bekannt, die er von 2010 bis zum Ende der Serie im Jahr 2012 innehatte. 2011 erhielt er eine Rolle in dem Piloten zu How to Rock, diese dann jedoch gestrichen wurde. Danach folgten Gastauftritte in Harry’s Law und Austin & Ally. Seine Bekanntheit steigerte sich 2012, als er in dem Disney Channel Original Movie Let It Shine – Zeig, was Du kannst! die Rolle des Kris McDuffy spielte.

## Filmografie (Auswahl)
- 2010: Albert! Or, My Life in the Ocean
- 2010: The Way He Makes Them Feel: A Michael Jackson Fan Documentary
- 2010: Cold Case – Kein Opfer ist je vergessen (Cold Case, Fernsehserie, Episode 7x13)
- 2010–2012: Eureka – Die geheime Stadt (Eureka, Fernsehserie, 16 Episoden)
- 2011: Harry’s Law (Fernsehserie, Episode 1x08)
- 2011: A Moment of Youth
- 2012: Let It Shine – Zeig, was Du kannst! (Let It Shine, Fernsehfilm)
- 2012: Austin & Ally (Fernsehserie, 2 Episoden)
- 2012: A Beautiful Soul
- 2013: Criminal Minds (Fernsehserie, Episode 8x17)
- 2015: K.C. Undercover (Fernsehserie, Episode 1x01)
- 2016: American Crime (Fernsehserie, 10 Episoden)
- 2017: Burning Sands
- 2018–2024: Grown-ish (Fernsehserie)
- 2018: Superfly
- 2019: Weird City (Fernsehserie, Episode 1x03)